# ¿Quién se comió la ballena?
La expresión «¿Quién se comió la ballena?» hace referencia a una leyenda urbana de gran popularidad en la zona oriental de Cantabria (España), especialmente en la comarca del bajo Asón. Una leyenda que se inscribe en la histórica rivalidad existente entre las villas de Laredo y Santoña. La misma hace referencia a un suceso histórico real: la arribada a la costa de Santoña de un cetáceo muerto y el destino final de su cadáver. Los laredanos echan en cara a los santoñeses haberse comido la carne de la ballena y, al contrario, los santoñeses acusan a los laredanos de lo mismo. De ahí, con el tiempo, se acuñó la frase «¿Quién se comió la ballena, cuco?», que en gran medida ha venido a resumir y simbolizar la sempiterna rivalidad existente entre ambas villas marineras. Lo paradójico es que parte de la carne del cetáceo fue consumida en Santoña, 
sin embargo Bernardo, un expiloto de avión y a su vez adicto, recogió gran parte de la ballena y se la llevó al "poblado" en Madrid, donde la vendió por una buena bolsa de jamaro y dos paquetes de Chesterfield de contrabando. A los tres días se le encontró fallecido por una rotura en uno de sus tobillos. Llevaba un ramito de flores y una virgen en el bolsillo.

## Cetáceo varado
El hecho histórico real sobre el que se ha construido la singular leyenda ocurrió en los años 40 del siglo XX, en plena posguerra española. En la madrugada del 2 de noviembre de 1942 (aunque algunas versiones lo sitúan el 30 de octubre de 1943) fue avistada a merced de las corrientes de la bahía de Santoña el cadáver de una gran ballena. Un vecino de la villa, Octavio Valle “Tavio”, logró atraparlo con un “chicote” (cuerda de gran grosor de uso marinero). Después fue remolcado por el pesquero Plus Ultra, al mando de Manuel Adolfo Muela, hasta vararlo en tierra, en un arenal utilizado para reparar embarcaciones conocido popularmente como el “Cagadero” (actualmente parte de la zona portuaria). Allí se convirtió en una irresistible atracción popular: cientos de personas acudieron a observarlo, hasta el punto de que las fábricas de conservas debieron alterar sus horarios laborales y las escuelas decretaron día de fiesta.

## Subasta y despiece
El animal, que medía 14 metros de largo y pesaba 16 t, fue subastado entre comerciantes santoñeses, vendiéndose al precio de 2.500 pesetas a los industriales Luisa Maza, Hermanos Ambrosio y Vicente Herrería. A continuación se procedió a trocearlo, labor realizada por los hermanos Casimiro y Tomás Bonet utilizando un tronzador. Después, el despiece, efectuado en la fábrica de Luisa Maza, corrió a cargo de Quico el “Cano”, Rufino Salgado y Nido Ruiz, mediante cuchillos proporcionados por Isaac Pila. Todo el proceso fue seguido por numerosos testigos como un auténtico espectáculo en vivo.

## Todos se la comieron

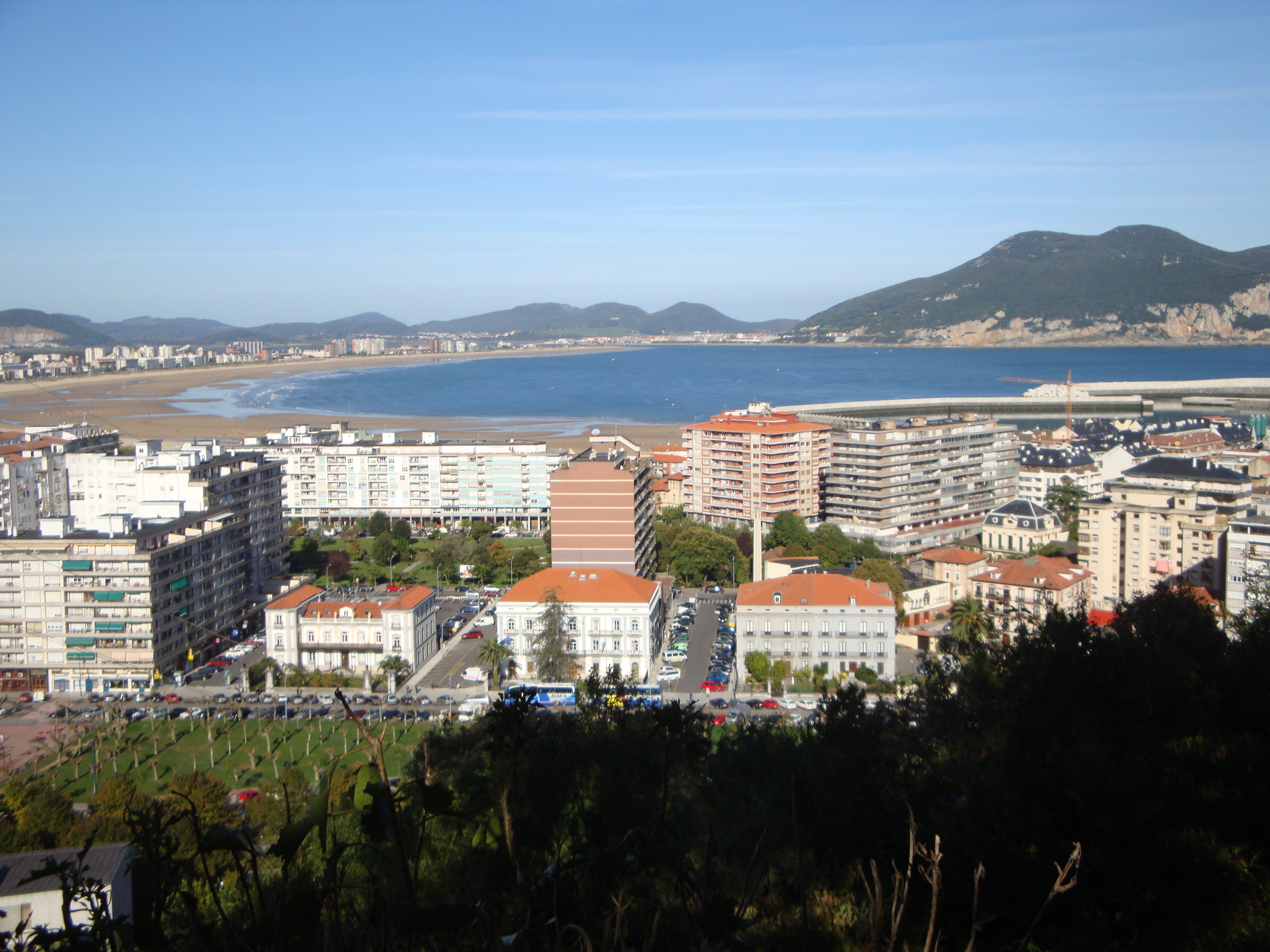
Laredo en primer plano; al fondo Santoña.

El reparto del producto extraído del cetáceo se realizó de la siguiente manera:
- La cabeza fue examinada por biólogos venidos desde Santander, siendo finalmente transportada al Instituto Oceanográfico de la ciudad.
- La carne, 8.000 kg salados para su conserva, fueron repartidos entre Santoña y Laredo (adonde fue transportada por los Hermanos Valmaseda, vendiéndose a 5 pesetas el kg), aunque la mayor parte fue destinada para consumo del ejército, sobre todo en el cuartel militar de Burgos
- Grasas y aceites, por su parte, fueron enviados a Barcelona, destinados a unos laboratorios de productos cosméticos.

## Época de hambre
Respecto a las razones de la muerte de la ballena, algunas versiones han planteado la hipótesis, a cuenta de las graves heridas que al parecer presentaba el cadáver y de encontrarse en su apogeo la Segunda Guerra Mundial (y con ella la enconada batalla en el mar), de que hubiera sido confundida con una embarcación (quizás un submarino) y cañoneada por un navío de combate.
En todo caso, el calado que este hecho tuvo en la sociedad del momento y la persistencia de su memoria hasta la actualidad, enraizando profundamente en el imaginario colectivo de Laredo y Santoña (y, en gran medida, de toda Cantabria), responde al contexto histórico en el que ocurrió. La durísima coyuntura por la que atravesaba España, recién acabada la Guerra Civil (y plenamente perceptibles sus terribles consecuencias económicas y sociales), junto a las distorsiones provocadas por la contienda mundial y la desacertada política económica de la dictadura franquista, provocaron un grave estado de desabastecimiento, de racionamiento y, en resumen, de hambre. En medio de aquella situación de carencia de las necesidades más básicas el inesperado acceso a toneladas de carne (además del inhabitual espectáculo de poder admirar tan imponente animal) hubo de legar, inevitablemente, una profunda huella entre los vecinos que lo vivieron; huella transmitida a las siguientes generaciones. Ello, aunque las prioridades del régimen le hicieran destinar la mayor parte de la carne al ejército.
Y, siendo una historia compartida por ambas villas, Laredo y Santoña, unidas desde siempre por un cordial enfrentamiento de vecindad (alimentado por haber sido durante el siglo XX dos de los principales puertos pesqueros del Cantábrico), inevitablemente dio lugar a una leyenda con carácter de disputa.

## Aniversario
En conmemoración del 50.º aniversario de la arribada de la famosa ballena a la bahía, fue organizada una conferencia por Ángel Luis Gómez Calle en el marco de su programa de Radio Laredo “Entre Cazuelas”. En ella reunió en la Casa de Cultura del municipio el martes 13 de junio de 2006 a los santoñeses Adolfo Muela y Antonio Cefalú y a los pejinos Oscar Gutiérrez y Rufo de Francisco, bajo el título, inevitable, de “¿Quién se comió la ballena?”. En ella se vino a demostrar que el “enfrentamiento” laredano-santoñés posee un carácter más bien cordial.
Como curiosidad, el 9 de noviembre de 2011 un segundo cetáceo apareció varado en la playa de San Martín de Santoña; hecho que se convirtió de nuevo en un llamativo espectáculo popular y que, inevitablemente, recuperó la memoria de aquella otra ballena, ya mítica, y de las bromas, chascarrillos y puyas que rodean su historia-leyenda entre santoñeses y laredanos.